# Philipp Josef Pick

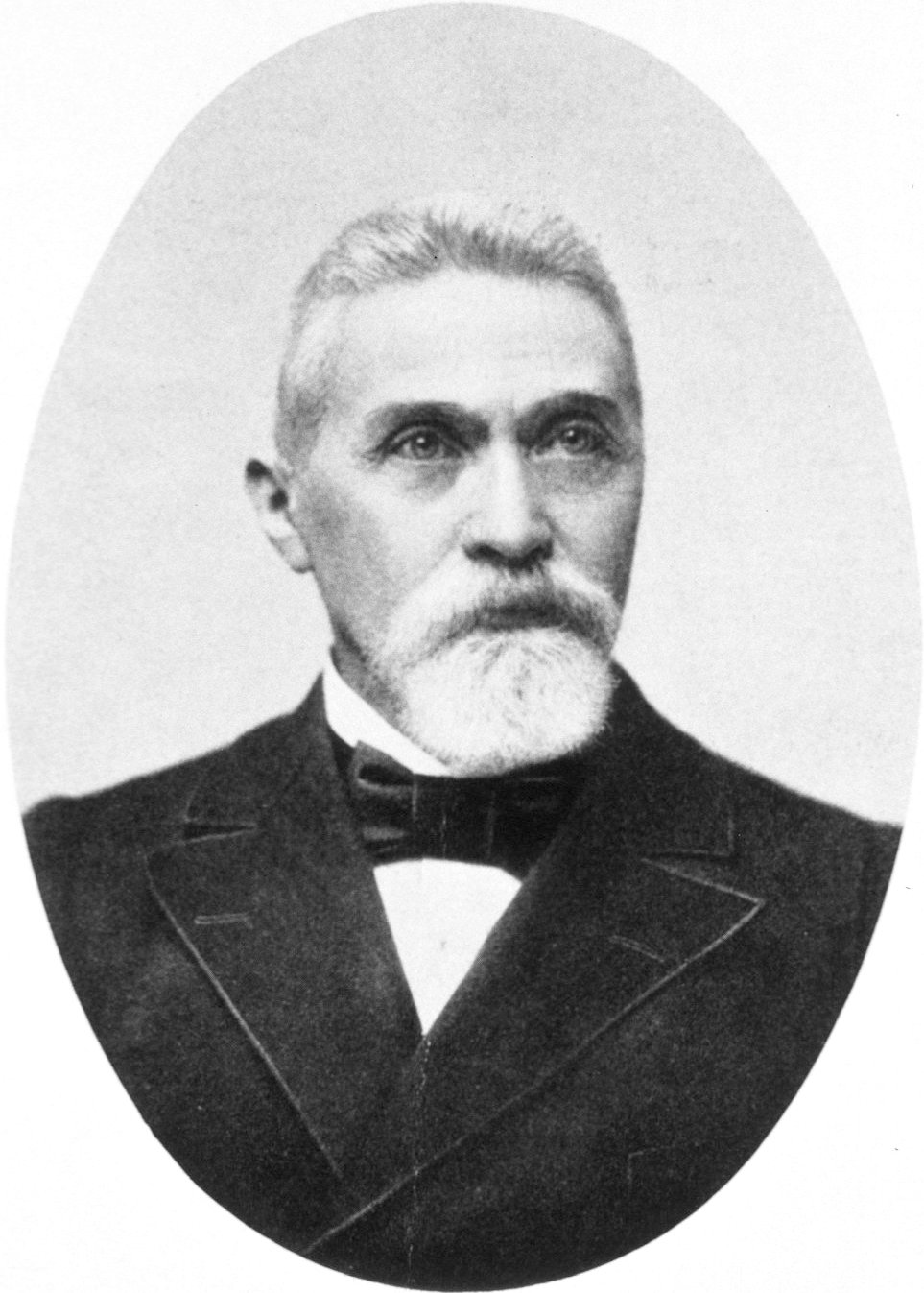
Philipp Josef Pick.

Philipp Josef Pick, född 14 oktober 1834 i Neustadt an der Mettau, Böhmen, död 3 juni 1910 i Prag, var en österrikisk dermatolog.
Pick studerade vid universitetet i Wien och tog sin examen 1860, när han därefter arbetade som assistent till Ferdinand von Hebra intresserade han sig för dermatologi och syfilis. År 1873 utsågs han till extra ordinarie professor och mellan 1896 och 1906 var han ordinarie professor i dermatologi. 
Han var en av grundarna till tidskriftenArchiv für Dermatologie und Syphilis, vilken numera går under namnet Archives of Dermatological Research. Pick har givit namn åt Pick-Herxheimers sjukdom (tillsammans med Karl Herxheimer).
År 1889 hörde Pick tillsammans med Joseph Doutrelepont, Moriz Kaposi, Edmund Lesser och Albert Neisser till grundarna av tyska dermatologiska sällskapet. År 1897 valdes han till ledamot av Leopoldina.